# Vodoteč
Vodoteč is een plaats in de gemeente Brinje in de Kroatische provincie Lika-Senj. De plaats telt 98 inwoners (2001).